# Genoveva Medina Esteva
Genoveva Medina Esteva (Oaxaca de Juárez, 3 de enero de 1921-17 de febrero del 2011, Oaxaca de Juárez) fue una política y promotora cultural. Fundadora de la Delegación de Chinas Oaxaqueñas, grupo cultural que desde 1957 abre la máxima fiesta de los oaxaqueños: La Guelaguetza. El grupo de mujeres representa a los Valles Centrales de Oaxaca y su participación es primordial como anfitrionas para recibir a todos los pueblos del Estado.  Las Chinas Oaxaqueñas representan a la mujer antigua. En sus canastos llevan guelaguetza, se acompañan de música, de faroles y marmotas.
Ocupó diversos cargos de elección popular, fue regidora del ayuntamiento de Oaxaca durante la gestión de Horacio Tenorio y se convirtió en una de las dirigentes del Mercado Benito Juárez Maza.
Cómo política fue la Primera Mujer en ocupar una Senaduría por Oaxaca(1985-1988). ocupó diversos cargos de elección popular:
* Diputada Local Suplente (1970-1973).
*Diputada Federal Suplente (1973-1976).
*Diputada Local (1979-1982).
* Senadora de la República (1985-1988).
Genoveva Medina fue una mujer que se abrió camino público en una sociedad diseñada para hombres. 

## Trayectoria
Fue directora de la Confederación Nacional de Organizaciones Populares (CNOP), al destacar en la política, logro incorporarse al Partido Revolucionario Institucional, y que más tarde la llevaron a ser diputada local de 1979 a 1982, además de ser dos veces diputada federal suplente.
Su participación política le permitió convertirse en la primera mujer Senadora de la República e integrar la Comisión de Turismo, la cual impulsó el desarrollo del Estado. 
Dirigente de la Federación de Mercados por varios años, le permitió a lado del gobernador Víctor Bravo Ahuja, coloca la primera piedra del Mercado de Abastos. Genoveva  quien hizo acciones sociales, apoyó a la remodelación del templo católico de San Francisco.

## Inicio de lasChinas Oaxaqueñas
Las chinas oaxaqueñas son un movimiento cultural, el cual se trata de una celebración en donde se reúnen un grupo de jóvenes encargadas de dar folklor en las celebraciones de las fiestas patronales.  Se les llamaba así porque la palabra “china” indicaba una mujer bonita, oaxaqueña, de clase popular
Su primera participación el 5 de febrero de 1957, cuando las autoridades municipales, las invitaron a participar con un desfile en el primer Lunes del Cerro. Participando con algunas chicas del mercado conformando un grupo de danza de mujeres, que representa al barrio pobre, el hogar de los artesanos y comerciantes, sede de numerosas actividades comerciales y artesanales de Oaxaca.